# Egiptología

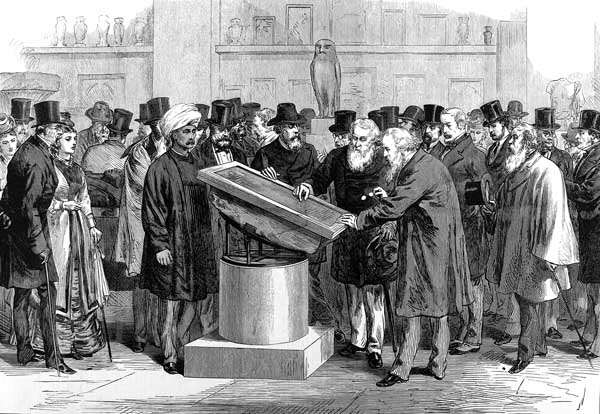
Congreso Internacional de Orientalistas, en 1874, ante la Piedra de Rosetta.

La egiptología es el estudio científico de la historia de Egipto, su cultura, lengua, tradiciones e instituciones, tradicionalmente de la civilización del Antiguo Egipto. Es una especialización de una regionalización temática de varias disciplinas relacionadas con la historia, dentro de las ciencias de la Antigüedad (donde se incluyen la arqueología, la papirología, la epigrafía, la lingüística histórica y otras). Un practicante de esta disciplina es conocido como egiptólogo.
El estudio de la egiptología comprende, tradicionalmente, desde el milenio V a. C. hasta el final de la dinastía ptolemaica y la inclusión de Egipto como provincia del Imperio romano, en el siglo I a. C., entre otras etapas.

## SiglosXVIIIyXIX
Egipto fue visitado y descrito por otros viajeros europeos como Richard Pococke, pero la primera exploración sistemática se llevó a cabo a finales del siglo XVIII, realizada por un grupo de estudiosos y dibujantes franceses que acompañaban a la expedición militar de Napoleón por Egipto. Sus trabajos se publicaron en la Description de l'Egypt, entre 1809 y 1822, en 24 volúmenes. Las colecciones recogidas por los franceses se exhiben en el Museo del Louvre, aunque parte pasaron a manos británicas, como la piedra Rosetta, cuando Alejandría fue tomada por los ejércitos ingleses, y se encuentran en el Museo Británico.

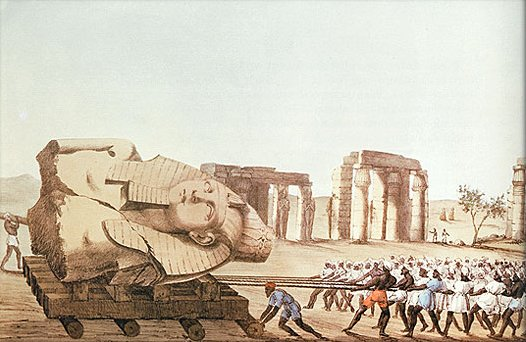
Transporte del llamado "Joven Memnon" (un fragmento de una colosal estatua de Ramsés II) organizado por Giovanni Battista Belzoni y destinado al Museo Británico.

Bernardino Drovetti, Giovanni Belzoni, Henry Salt y otros expedicionarios recolectaron antigüedades para coleccionistas, engrosando los fondos de museos como el Louvre, el Británico, el de Berlín o el Museo Egizio de Turín. El inglés Sir John Gardner Wilkinson publicó en 1837 La vida y costumbres de los antiguos egipcios (Manners and Customs of the Ancient Egyptians), en tres volúmenes, un exhaustivo estudio recogiendo doce años de trabajos en Egipto y Nubia.
A inicios del siglo XIX surgió la ciencia de las antigüedades egipcias, pues antes, los jeroglíficos grabados en los muros de los templos habían permanecido indescifrables, así como los textos en escritura hierática y demótica de los papiros. Hubo un gran avance a fines del siglo XIX y durante la primera mitad del siglo XX, con las grandes aportaciones de Jean-François Champollion en el descifrado de jeroglíficos, y los numerosos descubrimientos en muchas sepulturas del Bajo y Alto Egipto.
Amelia Edwards viajó a Egipto en 1873 y consignó sus descubrimientos en el libro Mil millas Nilo arriba, que atrajo la atención académica e internacional; además fundó la Egypt Exploration Society, creada con el objetivo de explorar y excavar en la región que comprende los actuales países de Sudán y Egipto, con la intención de estudiar y analizar los resultados de las excavaciones y publicar la información para el mundo académico. William Flinders Petrie, financiado por la EES, viajó a Egipto e introdujo y desarrolló nuevas técnicas de excavación y estudios de campo meticulosos. Pensaba que había que anotar y preservar la mayor cantidad de evidencias, más que recopilar objetos y antigüedades de alto valor económico, una práctica arqueológica muy avanzada en su época, plagada de coleccionistas desaprensivos.

## SiglosXXyXXI
Estaba de moda en la egiptología de la primera mitad del siglo XX el concepto de que un pueblo extranjero había penetrado en el Valle del Nilo, hacia 3400 a. C., civilizando a los nativos e imponiéndoles una organización política y social más avanzada, fundando la monarquía.
Después de un estancamiento relativo, de 1950 a 1970, hubo un cambio de enfoque, con las aportaciones de especialistas en antropología, sociología, y estadística, que permitieron una valoración más rigurosa y ajustada de las evidencias arqueológicas, fundamentalmente en el estudio del periodo predinástico egipcio, impulsando un mejor conocimiento de la civilización egipcia, una de las primeras y más deslumbrantes en la historia de la humanidad.

Los elementos de origen extranjero fueron marginales, de muy corta duración y de muy escaso peso en el desarrollo político o social de Egipto ya que el registro arqueológico no indica ningún salto o marcada discontinuidad cultural compatible con una invasión o penetración masiva de influencias externas que incidieran decisivamente en el desarrollo de ninguna de estas culturas.
Juan José Castillos.

## Centros de investigación
En el mundo hispanohablante, cabe mencionar la egiptología en Argentina y en España. En este último país, llevan a cabo investigaciones egiptológicas instituciones como el Instituto de Lenguas y Culturas del Mediterráneo y Oriente Próximo del CSIC, la Universidad Complutense de Madrid, la Universidad de Barcelona y la Universidad de Alcalá. Esta última universidad acogió el congreso internacional Current Research in Egyptology en su edición de 2019.